# Villa insularis
Villa insularis är en tvåvingeart som först beskrevs av Camillo Rondani 1863.  Villa insularis ingår i släktet Villa och familjen svävflugor.
Artens utbredningsområde är Grekland. Inga underarter finns listade i Catalogue of Life.